# Dennis Engelbrecht
Dennis Engelbrecht (* 11. November 1975) ist ein ehemaliger deutscher American-Football-Spieler.

## Laufbahn
Engelbrechts Vereinskarriere im American Football nahm 1991 bei den Bremen Firebirds ihren Anfang. 1999 schloss er sich ebenfalls in der Hansestadt den Bremen Bravehearts an. In der Spielzeit 2000 stand der 1,97 Meter große Verteidigungsspieler für die Hamburg Wild Huskies auf dem Feld. Ab 2001 trug er die Farben der Braunschweig Lions und blieb der Mannschaft bis 2012 treu. Nach deutschen Vizemeisterschaften in den Jahren 2001, 2002, 2003 und 2004 war Engelbrecht zwischen 2005 und 2008 an Braunschweigs vier deutschen Meistertiteln in Folge beteiligt. Den Eurobowl gewann er mit den Niedersachsen im Jahr 2003.
Ihm gelang der Sprung in die NFL Europe: Engelbrecht spielt während seiner Braunschweiger Zeit 2003 zusätzlich für Frankfurt Galaxy und 2004 für Berlin Thunder. Mit Frankfurt sicherte er sich Mitte Juni 2003 den Gewinn des World Bowls und wiederholte diesen Erfolg im Juni 2004 mit der Hauptstadtmannschaft ausgerechnet im Endspiel gegen seine frühere Truppe aus Frankfurt.
Engelbrecht bestritt Länderspiele für die deutsche Nationalmannschaft und gewann 2005 die in Duisburg veranstalteten World Games als auch Silber bei der Europameisterschaft. Bei der Weltmeisterschaft 2007 errang er mit Deutschland die Bronzemedaille, 2010 wurde er Europameister.
Eigentlich war er nach der Saison 2011 als Spieler aufgrund einer Knieverletzung zurückgetreten, im Juni 2012 half er noch einmal auf dem Feld aus.
Nach dem Ende seiner Spielerlaufbahn stieß er zum Trainerstab der Braunschweig Lions und betreute fortan die Defense Line.